# 阴条岭
阴条岭，位于中国重庆市巫溪县境内的阴条岭自然保护区，为神农架延伸山脉——巫溪县东北部界梁子山的主峰。海拔2796.8米，是重庆的最高点。广义的“阴条岭”也指代重庆、湖北交界处的一整座山体，是华北、华中和狭义的长江流域唯一的一块加里东褶皱。该山最早见于清代齐召南撰写的《水道提纲》中。